# Patriarh
Patriarh (grško: starogrško πατήρ [pater] = oče, očak; starogrško ἄρχων [arhon] = vladar, poglavar) je naziv in hierarhični položaj v krščanskih verskih skupnostih.

## Zgodovina patriarhata
V prvih stoletjih krščanstva je bila beseda patriarh samo častni naslov za višje cerkvene dostojanstvenike. Šele v osmem in devetem stoletju se začne beseda uporabljati kot uradni naziv za poglavarja škofov na čelu metropolitov. Patriarhova oblast in ozemlje pod njegovo upravo se od tedaj imenujeta patriarhat. 
Preden se je pravoslavna cerkev ločila, je obstajalo pet patriarhatov, ki so bili hierarhično nadrejeni ostalim cerkvenim skupnostim po manjših mestih: Jeruzalem, Antiohija, Aleksandrija, Carigrad in Rim. Do prvega nicejskega koncila (325) so bili priznani samo trije patriarhi: Rimski, kot naslednik svetega Petra tudi škof, metropolit, papež in patriarh; Aleksandrijski na čelu škofov in metropolitov v Egiptu; Antiohijski na čelu škofov in metropolitov v Siriji, pozneje tudi v Mali Aziji, Grčiji in ostalih vzhodnih deželah. Omenjeni koncil je priznal posebni položaj Jeruzalema, a ga ni povišal v patriarhat, kar se je zgodilo šele leta 451 s Kalcedonskim koncilom. Ta koncil je tudi sprejel status patriarhata za Carigrad, ki je bil sicer še leta 381 proglašen s Carigrajskim koncilom, ki ga pa Rimska cerkev ni priznavala. Rimska cerkev tudi Kalcedonskega koncila in njegovih odločb ni sprejela. Šele Četrti lateranski koncil je leta 1215 odobril naziv patriarhat za Carigrajsko enoto.
Tudi Carigrajski patriarh ni priznaval Rimske nadoblasti.  Po osvojitvi ostalih patriarhatov s strani Turkov in Arabcev na vzhodu ter Germanskih plemen v Rimu, se je smatral za edinega preostalega cerkvenega voditelja. Prav vprašanje avtoritete patriarhov (enakopravnost petih cerkvenih poglavarjev) oziroma papeža (odvisnost štirih patriarhov od papeža) je privedlo do velike shizme med rimokatolicizmom in pravoslavjem.

## Katoliški patriarhi
V rimskokatoliški hierarhiji so patriarhi najvišja oblast za papeževo. V Evropi sta samo dva patriarhata, v Benetkah in v Lizboni. V Rimu se je papež Benedikt XVI. leta 2006 odpovedal naslovu zahodnega patriarha (Patriarh Zahoda) zaradi zastarelega pojmovanja vzhoda/zahoda. Strogo tolmačeno pa je še vedno patriarh Latinske Cerkve, to je katoliškega občestva latinskega obreda.
Pod rimokatoliško upravo spadajo sledeči patriarhati:
- Beneški patriarhatz ura
- nekdanja Oglejski patriarhat in Gradeški patriarhat (s sedežem v Gradežu)
- Lizbonski patriarhat
- Patriarhat Zapadnih Indij (Trinidad in Tobago)
- Patriarhat Vzhodnih Indij (Goa in Daman)
- Rimski patriarhat Latinske Cerkve
- Jeruzalemski patriarhat Latinske Cerkve

## Pravoslavni patriarhi
Ker so pravoslavne Cerkve nacionalne in avtokefalne, ima vsaka Cerkev svojega patriarha. Poleg petih zgodovinskih patriarhatov, so najpomembnejši:
- Moskovski in vseruski patriarhat
- Srbski patriarhat (Patriarhat srbske pravoslavne cerkve)
- Romunski patriarhat
- Bolgarski patriarhat
- Gruzijski patriarhat
- Ciprski patriarhat
- Grški patriarhat (Ekumenski carigrajski patriarhat)
- Ukrajinski patriarhat

## Drugi patriarhi
Tudi Československá Husitská Církev imenuje svojega najvišjega predstavnika patriarh.